# International Lesbian, Gay, Bisexual, Transgender & Intersex Law Association
Die International Lesbian, Gay, Bisexual, Transgender & Intersex Law Association (ILGLaw, übersetzt: „Internationale lesbische, schwule, transgender & intersexuelle juristische Gesellschaft“, vormals: International Lesbian and Gay Law Association) ist ein internationaler Zusammenschluss von meist juristisch gebildeten Menschen jeder sexuellen Identität, die sich für die rechtliche Gleichstellung von lesbischen, schwulen, bisexuellen, transgender und intersexuellen Menschen (LGBTIs) einsetzen.

## Entstehungsgeschichte
Während einer Konferenz im Jahre 1999 traf sich im Admiral Duncan Pub in Soho in London eine kleine Gruppe von Juristen aus verschiedenen Erdteilen. Dabei wurde die Idee einer internationalen juristischen Vereinigung geboren. Ein weiteres Treffen fand im September 2000 in Amsterdam statt, wo sich ein Vorstand konstituierte. Im Juni 2002, bei einer Konferenz in Turin, war die Organisationsbildung abgeschlossen.

## Arbeit
Um die Ziele zu erreichen, setzt man vor allem auf internationalen Erfahrungsaustausch sowie auf Lobbying bei Regierungen und internationalen Institutionen. ILGLaw unterstützt auch die Anstrengungen des Center for Research and Comparative Legal Studies on Sexual Orientation and Gender Identity (CERSGOSIG, Zentrum für Forschung und vergleichende Rechtsstudien zu sexueller Orientierung und geschlechtlicher Identität) im Aufbau einer internationalen Ressourcendatenbank.

## Organisation
Dem Vorstand gehören angesehene spezialisierte Juristen aller eisfreien Kontinente an. Die Organisation ist in geographische Regionen eingeteilt, deren Leitung jeweils geschlechterparitätisch besetzt ist.
- Regionalvorstände
  - Afrika und Naher Osten („Middle East“)
    - ♀: Lisa Forman
Forman ist Rechtsanwältin in Südafrika mit B.A. und Bachelor of Laws der Witwatersrand-Universität, Master in Menschenrecht der Columbia University und Doktorandin an der juristischen Fakultät der University of Toronto, wobei ihr Thema die Menschenrechte im Zusammenhang mit dem Zugang zu Aids-Medikamenten ist. Ihr Spezialgebiet als Rechtsanwältin sind HIV/Aids-Recht und Forschung darin, Schwulen- und Lesbenrechte, internationales Menschenrecht und südafrikanische Verfassung, speziell in Bezug auf Gesundheit und HIV/Aids. Sie arbeitete an HIV/Aids- und menschenrechtsbezogenen Projekten in Lusaka, Genf und New York und hat mehrere akademische Arbeiten veröffentlicht. Zurzeit lebt sie in Toronto.
    - ♂: Aeyal M. Gross
Gross arbeitet an der juridischen Fakultät der Universität Tel Aviv und ist spezialisiert auf Verfassungsrecht, Internationales Recht, Menschenrechte und Gesetze, die den Bereich der Sexualität betreffen. Er ist im Vorstand und im Präsidium des Rechtskomitees der Vereinigung für Bürgerrechte in Israel. Zwischen 1999 und 2005 war er pro-bono-Rechtsberater für israelische LGBT-Organisationen. Er erhielt den Grad Bachelor of Laws 1990 an der Universität Tel Aviv, den Grad S.J.D. 1996 an der Harvard Law School der Harvard University und 1998 ein Diplom in Menschenrecht der Europäischen Rechtsakademie. Er publiziert Artikel in akademischen Journalen und schreibt Kolumnen in der israelischen Presse. Er ist Mitbegründer der ILGLaw.

  - Asien
    - ♀: Magdalena „Daymeg“ Lepiten
Lepiten ist verantwortliche Direktorin für Lesben in der GAHUM-Philippines Inc., einer in Cebu City beheimateten Nichtregierungsorganisation für Frauen, Kinder, Gewerkschaftsarbeit, Kleinbauern und Umwelt. Sie forscht auch, wie beispielsweise 2001 für die Internationale Arbeitsorganisation über Kinderarbeit und Drogenverkauf in Cebu City.
    - ♂: Aditya Bondyopadhyay
Bondyopadhyay (* 20. Februar 1972) ist Anwalt in Neu-Delhi, Indien. Er ist seit 1993 offen schwuler Aktivist in einem Land, das Homosexualität kriminalisiert und ist dort quasi Krimineller, da er seit einigen Jahren mit seinem Freund zusammenlebt. Darüber hinaus ist er HIV-Präventions-Aktivist im Raum Südasien, Mitglied des Lawyers Collective, einer der führenden indischen Menschenrechtsgruppen, Mitglied der Naz Foundation International, einer in London ansässigen Organisation, die vierzig HIV-Projekte für MSM in Indien, Pakistan, Nepal und Bangladesch unterstützt, aktives Mitglied der Voices Against 377 Kampagne und Aktivist in einigen anderen Projekten. Er ist darüber hinaus der erste Asiate und die dritte queere Person, die vor dem UN-Menschenrechtsausschuss gegen die Unterdrückung von sexuellen Minderheiten in Indien aussagte.

  - Australien und Südpazifik
    - ♀: vakant
    - ♂: Rodney Croome
Croome ist  Sprecher der Tasmanian Gay and Lesbian Rights Group, die das  LGBT-Recht der Insel stark verändert haben. Er ist darüber hinaus Aktivist weiterer lokaler und nationaler Projekte. Er studierte Europäische Geschichte an der University of Tasmania.

  - Europa
    - ♀: Karon Monaghan
Monaghan hat umfassende Praxis in den Themenbereichen Diskriminierung, Gleichstellung, Menschenrechte und Europäisches Recht im Vereinigten Königreich und ist vor allem für ihre Arbeit im Bereich Antidiskriminierungsgesetz bekannt. Sie ist Mitglied im Bar Race Relations Committee („juristischen Rassismuskomitee“) und Gleichbehandlungskomitee des JSB, in der Fawcett Commission on Women des Criminal Justice System und gründendes Mitglied und Vizepräsidentin der Discrimination Law Association. Sie wird regelmäßig von der Commission for Racial Equality, der Equal Opportunities Commission und der Disability Rights Commission beauftragt. Sie lehrt weithin Antidiskriminierungsrecht, führt Schulungen für zahlreiche Organisationen mit dem Thema Antidiskriminierungsrecht durch und ist Mitglied einiger weiterer Rechtsvereinigungen.
    - ♂: Helmut Graupner
Graupner hat an der juristischen Fakultät der Universität Wien promoviert, ist seit dem Jahre 2000 selbstständiger Rechtsanwalt in Wien, Mitglied der Österreichischen wie der Tschechischen Rechtsanwaltskammer, seit 1991 Präsident des Rechtskomitee Lambda, seit 1992 Co-Präsident der Österreichischen Gesellschaft für Sexualforschung, gehörter Experte im österreichischen und im deutschen Parlament sowie auf europäischer Ebene. Er lehrte an der Universität Innsbruck und seit 2006 an der Europäischen Rechtsakademie. In Österreich, vor dem Europäischen Gerichtshof und vor dem Europäischen Gerichtshof für Menschenrechte hat er mehrere bedeutende Fälle im Bereich LGBT-Rechte „gewonnen“.

  - Nordamerika
    - ♀: Martha McCarthy
McCarthy ist Partnerin in der Kanzlei Epstein Cole in Toronto. Sie ist von der Law Society of Upper Canada geprüfte Spezialistin in Familienrecht und war führende Anwältin im für Kanada richtungsweisenden Fall M v H and Halpern v. Canada. Sie ist eine der in Kanada weithin anerkannten führenden Menschenrechtsanwälte und hat zum Thema Menschenrechte sowie zum Familienrecht national und international publiziert und gelehrt.
    - ♂: David Cruz
Cruz unterrichtet seit 1996 an der juristischen Fakultät der University of Southern California und ist Rechtsexperte mit dem Schwerpunkt Bürgerrechte und Gleichberechtigung, spezialisiert auf Antidiskriminierungsgesetze und Rechte für LGBTs. Seine Ausbildung erhielt er an der University of California, Irvine, Stanford University und der New York University School of Law.

  - Südamerika
    - ♀: Tamara Adrián Hernandez
Hernandez ist Jura-Professorin an der Ciudad Universitaria de Caracas in Venezuela, Transgender-Frau, Rechtsanwältin und Generaldirektorin der Kanzlei Adrian & Adrian Abogados Consultores. Sie hat mit verschiedenen LGBT-Organisationen in ihrem Land gearbeitet und diese vor dem Obersten Gerichtshof vertreten.
    - ♂: Germán Humberto Rincón Perfetti
Rincón Perfetti ist seit 1998 Hochschullehrer an der Universidad Nacional de Rosario in Rosario, Argentinien, mit dem Spezialgebiet internationales Menschenrecht von Menschen mit HIV/Aids. Er berichtete den Vereinten Nationen über Menschenrechtsverletzungen in Kolumbien. In Kolumbien veröffentlichte er Arbeiten über Menschenrechte und Sexualität und Gleichgeschlechtliche Ehe. Er unterstützt Transgender bei der Namensänderung. Er ist Rechtsanwalt und Vortragender der G&M of Colombia Lawyers. Promoviert hat er an der Juristischen Fakultät der Universidad Militar Nueva Granada in Bogotá in Kolumbien und er hat einen Abschluss über Menschenrechte der Universidad Nacional de Rosario.

Darüber hinaus gibt es spezielle globale Funktionen und einen globalen Vorstand.
- Ex-officio-Vorstände
  - Ehemaliger Präsident: Douglas Elliott
Elliott ist Partner in der Anwaltskanzlei Roy Elliott O'Connor LLP (REKO) in Toronto, Kanada. Er ist gründender Co-Vorsitzender des Lesbian and Gay Issues and Rights Committee der Ontario Bar Association („Rechtsanwaltskammer von Ontario“) und gründender Co-Vorsitzender des Sexual Orientation and Gender Identity Committee der Canadian Bar Association. Er vertrat eine breite Palette von Organisationen in Gleichbehandlungsfällen vor dem Obersten Gerichtshof von Kanada und vor anderen Gerichten. Er hielt vor allem über das Thema LGBT-Gleichbehandlung und Aids Vorträge vor lokalen und internationalen Organisationen. Er ist Mitbegründer der ILGLaw und war ihr erster Präsident.
  - Direktor für Information und Forschung: Stefano Fabeni
Der Italiener ist Doktor der Rechtswissenschaften (Universität Turin, 1998), Master of Laws (James Kent Scholar der Columbia University, 2004) und arbeitet an Fragen zu Menschenrechten von sexuellen Minderheiten. Er ist Direktor des CERSGOSIG, „Hirn“ und Koordinator des Datenbankprojektes, Mitglied der European Group of Experts on Combating Sexual Orientation Discrimination, Rechtsbeistand der italienischen Nichtregierungsorganisation InformaGay, Pro-bono-Rechtsberater der Confederazione Generale Italiana del Lavoro sowie Rechtsberater im Bereich Antidiskriminierung. Er hat Gesetzesentwürfe, die ins italienischen Parlament eingebracht wurden, verfasst. Zum Thema LGBT spricht er bei verschiedenen Konferenzen und schreibt Artikel.
- Vorstand („Executive Committee“)
  - Co-Präsident ♀: Tamara Adrian
  - Co-Präsident ♂: David Cruz
  - Vizepräsident: Aeyal Gross
  - Finanzsekretär: Lisa Forman
  - Ehemaliger Präsident: Douglas Elliott
- Ehrenpräsident: Michael Kirby
Kirby war von 1996 bis 2009 Richter des Obersten Gerichtshofs von Australien.

## Internationale Konferenzen
- Als erste Konferenz wird jene gezählt, während der die Idee zu diesem Netzwerk geboren wurde. Sie fand vom 1. bis 3. Juli 1999 im King’s College London unter dem Motto „Recognition of Same-Sex Partnerships: A Conference in National, European and International Law“ statt und wurde vom Centre of European Law der dortigen juridischen Fakultät veranstaltet.
- Die zweite Konferenz wurde in Zusammenarbeit mit der italienischen Organisation InformaGay und CERSGOSIG vom 5. bis zum 8. Juni 2002 im Kongresszentrum in Turin unter dem Titel „Marriage, Partnerships an Parenting in the 21st Century - The current international situation an new perspectives for gay, lesbian, bisexual, and transgendered people and their families-a comparative approach“ abgehalten. Dabei gab es auch ein Forum für Richter mit Edwin Cameron aus Südafrika, Lilian Hofmeister vom Österreichischen Verfassungsgerichtshof und Wilhelmina Thomassen vom Europäischen Gerichtshof für Menschenrechte.
- Die dritte Konferenz fand vom 26. bis zum 29. Juni 2005 in Toronto unter dem Motto „Rights are Right“ statt und wurde in Zusammenarbeit mit der juridischen Fakultät der University of Toronto abgehalten.
- Die vierte Konferenz fand von 11. bis 14. März 2009 in West Hollywood unter dem Motto „The Global Arc of Justice: Sexual Orientation Law Around the World“ statt. Sie wurde vom Williams Institute on Sexual Orientation Law and Public Policy an der University of California, Los Angeles unterstützt. Bei dieser Konferenz wurde auch der Langname von International Lesbian and Gay Law Association in International Lesbian, Gay, Bisexual, Transgender & Intersex Law Association geändert, Tamara Adrian zur Co-Präsidentin gewählt und Michael Kirby zum Ehrenpräsidenten ernannt.

ILGLaw nimmt auch auf die eine oder andere Weise an vielen regionalen Veranstaltungen teil, wie etwa der Lavender Law Conference in New York im Oktober 2003.

## Karl Heinrich Ulrichs Awards

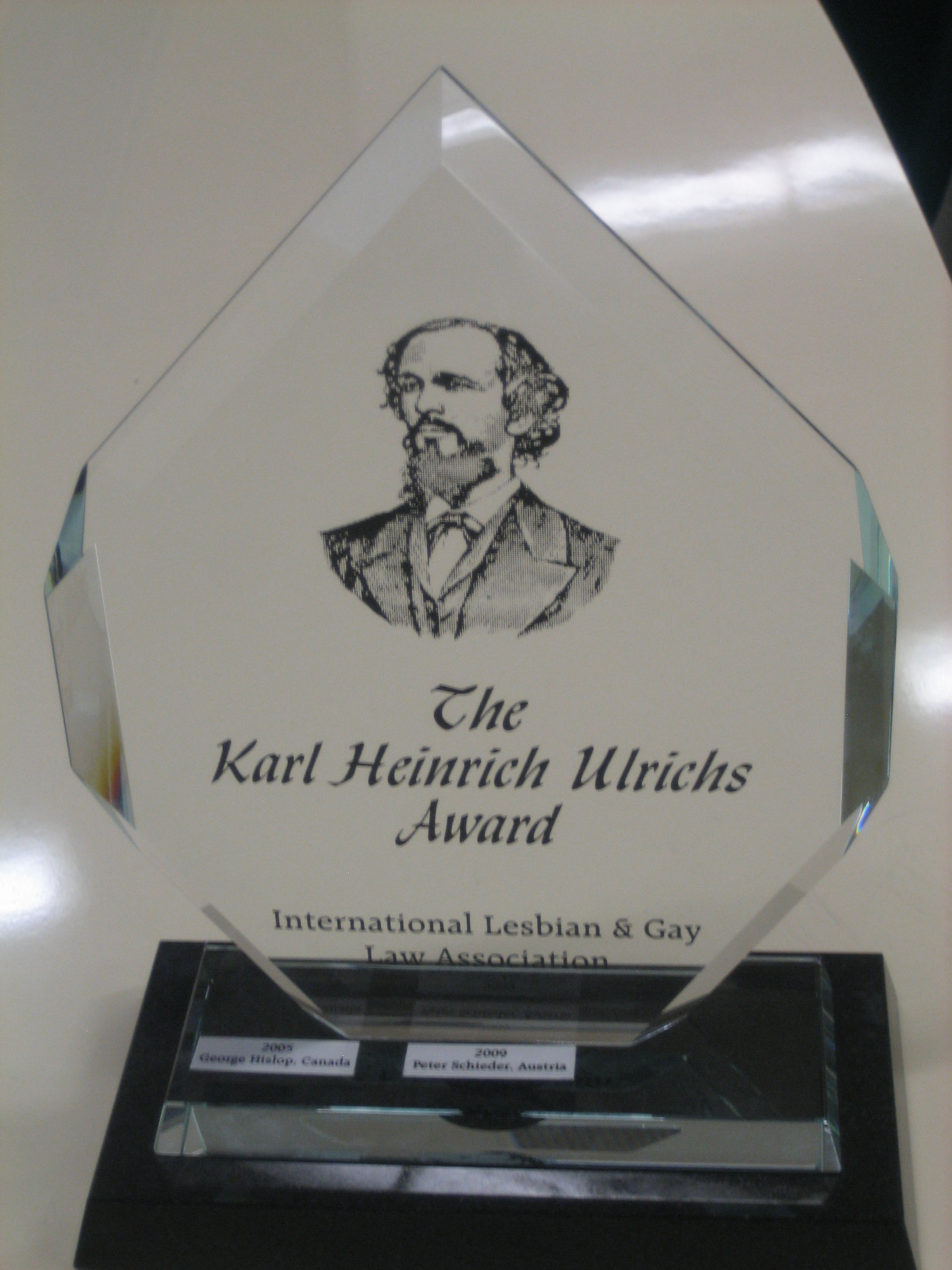
Der Karl Heinrich Ulrichs Award

Der Karl Heinrich Ulrichs Award, oder auch kurz Karl Award genannt, ist nach Karl Heinrich Ulrichs benannt, dem ersten offen „urnischen“ Juristen, der 1867 als erster öffentlich die Abschaffung aller gegen „Urninge“ gerichteten Paragrafen vor dem Deutschen Juristentag in München forderte und von Sexologen überhaupt als „erster Schwuler der Weltgeschichte“ bezeichnet wird. Beim Zusammentreffen in Turin im Jahre 2002 beschloss das Direktorium, diesen Preis alle drei Jahre an eine lebende oder eine schon verstorbene Person zu verleihen, die im Laufe ihres Lebens einen wichtigen Beitrag zur rechtlichen Gleichstellung von schwulen, lesbischen, bisexuellen oder transgender Personen geleistet hat. Jede Region ist berechtigt, einen Kandidaten zu nominieren. Aus dieser Gruppe wählen die Direktoren, die selbst nicht nominierbar sind, dann den Preisträger aus.
- Am 28. Juni 2005 wurde der Preis an George Hislop (3. Juni 1927 – 8. Oktober 2005) aus Toronto verliehen – ein Pioneer des schwulen Aktivismus in Kanada. Er war 1969 Gründer der ersten Homosexuellenrechtsorganisation in Ontario, der University of Toronto Homophile Association, war lange Zeit Executive Director der Community Homophile Association of Toronto, aktiv im Bereich der Antidiskriminierungs-Absicherung in der Stadt, der Provinz und auf nationaler Ebene. Sein Partner Ronald Shearer und er waren das erste homosexuelle Paar, das in kanadischen Medien in Erscheinung trat, und er war auch der erste offen Schwule, der in Kanada in ein öffentliches Amt gewählt wurde. In seiner Heimatstadt wurde er von einem Richter eines Superior Courts als „Legende“ bezeichnet und 2004 wurde er aufgrund seiner Verdienste zum anführenden Grand Marshall der Gay Pride Parade in Toronto auserwählt. Weiters war er in der Community im Gesundheitsbereich aktiv.
- Am 14. März 2009 wurde der Preis an Peter Schieder aus Wien verliehen, der schon als junger Nationalratsabgeordneter im Jahre 1971 maßgeblich an der Aufhebung des Totalverbots der Homosexualität in Österreich beteiligt war und schon in seiner Antrittsrede als Präsident der Parlamentarischen Versammlung des Europarates im Jahre 2002 LGBTI-Rechte zu einer seiner Prioritäten machte.